# سیر یزجان گله‌زن ابوالحسن بیگی
سیر یزجان گله‌زن ابوالحسن بیگی یک روستا در ایران است که در شهرستان فیروزآباد واقع شده‌است. سیر یزجان گله‌زن ابوالحسن بیگی ۷۹ نفر جمعیت دارد.